# Drifters (mangá)
Drifters (ドリフターズ, Dorifutazu) é o título de uma série de mangá escrito e ilustrado por Kouta Hirano, depois de Hellsing, é o seu mais recente trabalho. A série começou a ser serializada na revista Young King Ours e o seu primeiro capítulo foi lançado em 10 de abril de 2009, desde então, os capítulos foram compilados em 7 volumes tankōbon e lançados pela editora Shōnen Gahosha até 6 de julho de 2016. A história é centrada em várias figuras históricas invocadas num mundo desconhecido onde suas habilidades e técnicas são necessárias para salvar aquele mundo da destruição total. A sua adaptação em anime está prevista para começar a ser transmitida em outubro de 2016.

## Enredo
Shimazu Toyohisa, durante o envolvimento na Batalha de Sekigahara, fere mortalmente Ii Naomasa, mas é criticamente ferido no processo. Conforme ele caminha pelo campo, ferido e exausto, Toyohisa se vê transportado para um corredor repleto de portas, onde um homem de óculos detrás de uma mesa o aguardava. Este homem, Murasaki, envia Toyohisa à porta mais próxima onde ele acorda em outro mundo. Ali, Toyohisa encontra outros grandes guerreiros como ele, que da mesma forma foram transportados, para serem parte de um grupo conhecido como "Drifters" (Convocados). Este mundo contém tanto raças humanas nativas quanto numerosas raças fantásticas, incluindo elfos, anões e hobbits. Entretanto, o mundo está em guerra, com os humanos enfrentando e perdendo a guerra contra um outro grupo de grandes guerreiros, os "Offscourings" (Escória), que desejam dominar o mundo e matar os Drifters. Sob o comando dos Offscourings estão inúmeras criaturas terríveis, incluindo dragões, habituados a destruir tudo que vêem. No começo da série, o exército dos Offscourings tem o o controle da parte Norte do continente, e está tentando invadir o sul através da principal fortaleza setentrional de uma nação chamada Carneades. Enquanto isso, a "Organização Octobrist"(Outobrista), um grupo de magos humanos nativos deste mundo, tentam juntar todos os Drifters para salvar o mundo dos brutais Offscourings.

## Personagens

### Drifters
Shimazu Toyohisa (島津 豊久)O protagonista. Historicamente, ele morreu em 1600. Quando ele chegou ao mundo, estava criticamente injuriado, sendo então carregado até o esconderijo de Nobunaga e Yoichi por alguns jovens elfos. Dos três Drifters do grupo, ele é o que mais se importa com os elfos, primeiro atacar os humanos que os massacraram e depois por convencê-los a matar o líder destes humanos. Ele usa uma nodachi e é visto carregando uma wakizashi. Ele também carrega um rifle, usando-o somente quando o uso das espadas é inviável.
Oda Nobunaga (織田 信長)Um famoso lorde da guerra que conquistou a maior parte do Japão durante o período Sengoku. Historicamente, ele é conhecido por ser o primeiro daimyo que deu o primeiro passo em direção a unificação do Japão, e o primeiro comandante militar japonês a utilizar arcabuzes nas batalhas. Portanto, é talvez esse o motivo dele usar um arcabuz em batalha.  Ele morreu vinte anos antes de Toyohisa (1582), ainda que, enquanto Drifter, ele esteja no mundo há apenas seis meses.
Nasu no Yoichi (那須与一)Um rapaz de 19 anos muito afeminado. Ainda que tenha morrido muitos anos antes de Nobunaga e Toyohisa, Yoichi é o mais jovem do grupo. Historicamente, a sua data de morte é incerta, mas alguns registros indicam que ele deve ter morrido entre 8 de Agosto de 1189 ou em Outubro de 1190. Historicamente ele é conhecido como um poderoso guerreiro que serviu a Minamoto no Yoshitsune durante a Guerras Genpei, e também apareceu no Heike Monogatari. Todavia, Nobunaga percebe que Yoichi é muito diferente de sua "versão histórica". Yoichi age como o arqueiro do grupo, matando inimigos desertores.
HannibalUm famoso general cartaginês, morto entre 183 ou 181 AC. Agora um Drifter idoso, ele é visto discutindo com Scipio Africanus sobre o alegado plágio da Batalha de Canas e a Batalha de Zama. Depois de ser quase morto pelo exército do Rei Negro, Hannibal insiste que a vitória ainda é possível.
Publius Cornelius Scipio AfricanusO adversário romano de Aníbal durante a Segunda Guerra Púnica, que acredita-se ter morrido em volta de 183 AC. Como um Drifter, ele é tão velho quanto Hannibal, com quem é visto em constantes discussões, clamando que o "vencedor leva tudo" desde que venceu em Zama. Não obstante, Scipio respeita Hannibal grandemente, dizendo que ele vale um milhão de homens, por que um milhão de homens não conseguiriam perturbar Roma, enquanto Hannibal quase a destroçou inteira.
The Wild BunchTransportados do Velho Oeste, os foras-da-lei agora enfrentam o Rei Negro e seus exércitos. Eles carregam um monte de armas de fogo, incluindo metralhadoras e pistolas.
Naoshi Kanno (菅野直)Durante a batalha com o Rei Negro, com o lado dos Drifters sob ataque de dragões, o piloto de batalha da Segunda Guerra Mundial Naoshi Kanno é transportado para este mundo no seu avião. Ele decide atacar os dragões quando os ataques deles o fazem lembrar dos Estados Unidos bombardeando Tóquio.

### Antagonistas
O Rei Negro 
O Rei Negro é o líder aparente dos Offscourings. Ele alega que tentou uma vez "salvar" humanos, mas mudou para salvar os "não-humanos" após os humanos terem "recusado" sua ajuda. Sua identidade ainda está para ser revelada, mas já foi mostrado que tem poderes curativos. Teorias dizem que sua real identidade seria Jesus Cristo, por multiplicar trigo, dizer que já foi rejeitado pelos humanos, furos nas palmas de suas mãos (dando a entender que ele foi crucificado), marcas de chicotadas em seus braços, e sua habilidade de curar os seus aliados.
Hijikata Toshizō (土方 歳三)
O ex-vice combandante do Shinsengumi que morreu lutando em nome do Xogunato Tokugawa durante a Guerra Boshin. Hijikata possui a terrível habilidade de usar fumaça para manifestar imagens fantasmagóricas de membros do Shinsengumi e usá-las para decepar seus inimigos.
Joana d'Arc
A heroína da Guerra dos Cem Anos entre a França e a Inglaterra. Joan, que enlouqueceu depois de ser queimada viva numa estaca, agora não deseja nada além de ver o mundo queimar. Como uma Offscouring - com suas cruzes cristãs agora invertidas - ela manifesta a habilidade de piromancia. Surpreendemente, ela parece consciente de sua falta de feminilidade, sendo isso um possível resultado de sua insanidade.
Gilles de Rais
Um nobre francês que foi um dos companheiros-em-armas de Joana, mas depois executou múltiplos casos de assassinato, sodomia e heresia. Ele aparentemente continua a acompanhar Joana em batalha mesmo morto.
Anastasia Nikolaevna Romanova (Анастасия Николаевна Романова)
A mais nova filha do último czar russo, czar,  Nicolau II.  Anastasia e sua família foram alvejados por um esquadrão Bolchevique quando Anastasia tinha apenas dezessete anos. Agora ela tem a habilidade sobrenatural de criar nevascas.
Minamoto no Yoshitsune (源 義経)
Enquanto ele luta pelos Offscourings, Minamoto tem a permissão, pelo Rei Negro, de lutar quando quiser e com quem quiser. Mesmo que ele tenha sido o líder de Yoichi no passado, não se sabe qual será a dinâmica deles neste mundo.
Grigori Rasputin (Григорий Ефимович Распутин)
Um famoso mago russo que teve grande influência na Corte Imperial Russa devido a suas habilidades de supostamente curar a hemofilia de Alexei, filho do czar.  Agora ele serve ao Rei Negro.

### Império Orte
Adolf Hitler
O infame Führer da Alemanha Nazista. É incerto se ele é ou foi um Drifter ou um Offscouring. Hitler acabou aparecendo neste mundo cinquenta anos antes da história atual e inspirou os humanos nativos, através de discursos numa taverna, a ascender e formar o Império Orte. Ele misteriosamente cometeu suicídio logo depois, todavia, seus seguidores continuam a reverenciá-lo como "O Pai" de sua nação mesmo depois de sua morte.
Conde Saint-Germi
Um nobre homossexual que possui um quartel do Império e era o mais próximo aliado de Hitler em sua formação. É dito que o Império jamais poderia ter existido sem a sua "traição", assim como ele é livre para viver como deseja sem ser criticado por suas frescuras. Apesar de sua posição, ele não é leal ao Império e sabe que a queda está próxima. Assim, ele planeja chegar aos elfos e aos Drifters que os acompanham. Em uma nota de rodapé é mencionado que ele tem mais do que 50 anos. Quando o Império Orte era formado cinquenta anos atrás, antes da atual história, Saint-Germi aparece como uma jovem drag queen com uma personalidade afeminada.

### A Organização Octobrist
Olmine/ShemUma jovem maga da Organização Octobrist. Ela foi encarregada de vigiar o grupo de Drifters de Toyohisa. Ela aparenta ser bastante incompentente em reconhecimento, e tem muito medo dos Drifters que deve seguir. Depois de ser descoberta (e sequestrada) pelo grupo de Drifters de Toyohisa, ela lhes conta a história dos Drifters e Offscourings.
Grande MestreUm rapaz jovem é o líder da Octobrist, que se aliou aos Drifters contra o Rei Negro. Ele é o famoso Abe No Seimei, um grande líder exorcista.
HamO assistente do Grande Mestre.

### Outros
Murasaki (紫)Um homem caucasiano, de óculos e terno. Aparentemente é o responsável pelo aparecimento dos Drifters, usando-os para deter os Offscourings de conquistar o mundo mágico. Ele é visto sempre sentado numa mesa, no meio do Corredor de Portas, fumando, lendo um jornal que lhe informa a respeito dos eventos relacionados aos Drifters. No corredor ele está associado àqueles que acompanham a luz.
EasyUma jovem moça com longos cabelos negros. Aparentemente em desacordo com Murasaki, ela é responsável pelos Offscourings, uma força de oposição similar em origem à origem dos Drifters. No corredor ela está associada àqueles que acompanham as trevas.

## Organizações
DriftersMuitos heróis e grandes guerreiros de diferentes eras e culturas parecem ter sido trazidos a este novo mundo por Murasaki, onde eles supostamente devem enfrentar os Offscourings. Um elemento comum aos Drifters é que, ainda que eles sejam movidos pela violência, vitória e conquista, eles não são cruéis; Eles amam lutar e vencer, mas não se importam em ferir inocentes.
OffscouringsA força oposta deste mundo, os Offscourings são, como os Drifters, principalmente compostos de figuras históricas poderosas que morreram em circunstâncias pouco ortodoxas e até mesmo violentas. Diferentemente dos Drifters, portanto, os Offscourings são seres humanos que esqueceram sua humanidade, sendo capazes de usar poderes sobrenaturais. Agora, Offscourings são completamente movidos por um intenso ódio por tudo. Eles parecem ter sido trazidos para o novo mundo por Easy, que discorda de Murasaki.
A Organização Octobrist Um grupo de magos nativos do mundo cujo dever é observar e reunir os Drifters para lutar contra os Offscourings. Diferentemente dos demais humanos deste mundo, os magos da Octobrist não subestimam os semi-humanos (elfos, anões, hobbits e etc);
Império OrteO Império Orte é uma nação estabilizada por Hitler. Esta se expande através da conquista e assimilação de territórios vizinhos, e continua a aderir aos princípios de Hitler, que envolve a perseguição de raças não-humanas. Sua capital é Verlina.

## Mídias

### Mangá
O mangá Drifters é escrito e ilustrado por Kouta Hirano. E teve o seu primeiro capítulo publicado na revista Young King Ours em 10 de abril de 2009, tendo o seu primeiro volume tankōbon publicado pela editora Shōnen Gahosha em 7 de julho de 2010, atualmente foram publicados 7 volumes tankōbon. Na América do Norte, o mangá é licenciado e publicado pela Dark Horse Comics. Na França pela Panini Comics, na Itália pela J-POP, e em Taiwan pela Tong Li Comics. No Brasil, é licenciado e publicado pela editora Nova Sampa desde junho de 2014.[carece de fontes?]

### Anime
Os primeiros 150 segundos da adaptação em anime do mangá foi exibido junto com o DVD do episódio final da série de OVAs Hellsing Ultimate em dezembro de 2012. O curta, foi produzido sob a supervisão de Ryoji Nakamori, o diretor técnico foi Kazuya Miura, e o diretor de animação foi Masayori Komine, contando com as vozes de Yūichi Nakamura como Shimazu Toyohisa e Mitsuru Miyamoto como Murasaki, com a música composta por Yasushi Ishii.
Em maio de 2015, a revista Young King Ours anunciou que a adaptação em anime de "Drifters" está atualmente em produção. Foi anunciado em 19 de setembro de 2015 que o anime será dirigido por Kenichi Suzuki, produzido pelo Hoods Drifters Studio, escrito por Hideyuki Kurata e Yousuke Kuroda, e o design dos personagens será feito por Ryoji Nakamori. A série começará a ser transmitida em outubro 2016. Um OVA especialmente editado que compilou o primeiro e segundo episódio do anime teve 36 minutos de duração com uma narração diferente e foi lançado junto com o quinto volume do mangá, que foi lançado em 6 de junho de 2016.

## Recepção
Drifters foi nomeado duas vezes para a premiação anual Manga Taishō no ano de 2011 e de novo no ano de 2012.

Em uma pesquisa realizada pela Anime!Anime!, Drifters ficou em quinto lugar entre os dez mangás mais aguardados para serem adaptados em anime.

## Ligações Externas
- Website oficial do anime
- Drifters (mangá) no Anime News Network
- Drifters (anime) no Anime News Network